# Greg Bahnsen
Greg L. Bahnsen (* 17. September 1948 in Auburn, Washington; † 11. Dezember 1995) war ein US-amerikanischer Philosoph, Autor und reformierter Theologe und presbyterianischer Pastor.

## Leben
Bahnsen war der älteste von zwei Söhnen von Robert und Virginia Bahnsen, die eine konservative presbyterianische Kirche besuchten. Er wuchs in Pico Rivera, Kalifornien, auf. Seit seiner Kindheit hatte er zahlreiche medizinische Komplikationen zu überstehen und litt an der Blutkrankheit Hämophilie.
Nach seiner Schulzeit studierte er am Westmont College, wo er 1970 in Philosophie mit magna cum lauda graduierte und den John Bunyan Smith award erhielt. Danach ging Bahnsen an das Westminster Theological Seminary in Philadelphia, wo er Theologie studierte. Cornelius Van Til wurde sein hauptsächlicher Lehrer und auch sein Freund, durch den er in die Apologetik eingeführt wurde. Im Mai 1973 graduierte er in Philadelphia und erhielt einen Master of Divinity und einen Master of Theology. Bahnsen erhielt dafür den William Benton Greene Prize und auch den Richard Weaver Fellowship from the Intercollegiate Studies Institute. Danach wechselte er an die University of Southern California (USC), wo er insbesondere das Studienfach Erkenntnistheorie in Philosophie vertiefte. Bahnsen schrieb Artikel für die Chalcedon Foundation von Rousas John Rushdoony, welche als Haupt-Institution im Christian Reconstructionism gilt.
Bahnsen wurde 1975 ordinierter Pfarrer der Orthodox Presbyterian Church in den Vereinigten Staaten. Nach dem Ende seines Studiums und seiner Ordination erhielt er eine Anstellung als Hochschullehrer für Apologetik und Ethik (englisch: Apologetics and Ethics) am Reformed Theological Seminary (RTS) in Jackson, Mississippi. Im Juni 1978 erhielt er einen Doktortitel für seine Dissertation mit dem Titel: A Conditional Resolution of the Apparent Paradox of Self-Deception (deutsch: Eine bedingte Auflösung des scheinbaren Paradoxons der Selbsttäuschung). 1977 überarbeitete er seine Masterarbeit unter dem Thema The Theonomic Responsibility of the Civil Magistrate, die dann als Theonomy in Christian Ethics publiziert wurde. Dieses Buch löste in den presbyterianischen Kreisen eine Kontroverse aus, so dass sein Vertrag am RTS 1979 nicht erneuert wurde. So kehrte er nach Südkalifornien zurück, wo er ab Juni 1979 für Gary North schrieb und ab September 1980 an der Newport Christian High School in Newport Beach lehrte.
Im Februar 1985 debattierte er mit Gordon Stein, dem Präsidenten der Vereinigten Atheisten und der Amerikanischen Vereinigung der Rationalisten, vor Hunderten von Zuhörern. Er sprach an Konferenzen in ganz Nordamerika, in Großbritannien und in Russland. 1990 arbeitete er mit Michael Nelson zusammen, um das Southern California Center for Christian Studies zu etablieren. Der Zweck dieses Studienzentrums war, „die Botschaft von Jesus Christus und die moralisch-ethische Weisheit der Heiligen Schrift zu verbreiten, um Gott zu dienen und seine Werte auszuleben“. Nach seinem Tod 1995 wurde es in Bahnsen Theological Seminary umbenannt. Am 5. Dezember 1995 musste er eine Venenklappe der Aorta ersetzen lassen, aber nach einem Tag traten Komplikationen auf, wobei er ins Koma fiel und am 11. Dezember 1995 starb.

## Familie
1969 heiratete Bahnsen Cathie Wade. Er ist Vater von drei Söhnen und einer Adoptivtochter. 1990 wurde die Ehe geschieden.

## Schriften (Auswahl)
- Always Ready: Directions for Defending the Faith, ISBN 0-915815-28-1; editiert von Robert R. Booth, Covenant Media Press, 2018, ISBN 978-0-69212-418-5.
- Van Til’s Apologetic: Readings and Analysis, P&R Publishing, 1998, ISBN 0-87552-098-7.
- Theonomy in Christian Ethics, ISBN 0-9678317-3-3; 3. Ausgabe 2002; Covenant Media Press, 2021, ISBN 978-0-96783-173-2.
- By This Standard: The Authority Of God’s Law Today, ISBN 0-930464-06-0; No Other Standard: Theonomy and Its Critics, Inst. for Christian Economics, 1991, ISBN 0-930464-56-7; Covenant Media Press, 2020, ISBN 978-0-99802-521-6.
- House Divided: The Breakup of Dispensational Theology with Kenneth Gentry, Inst. for Christian Economics, 1989, ISBN 0-930464-27-3.
- Homosexuality: A Biblical View, Baker Pub Group, Grand Rapids 1978, ISBN 0-8010-0744-5.
- Five Views on Law and Gospel, ISBN 0-310-21271-5.
- Foundations of Christian Scholarship, ISBN 1-879998-25-4.
- God and Politics: Four Views on the Reformation of Civil Government, ISBN 0-87552-448-6.
- Theonomy: An Informed Response, ISBN 0-930464-59-1.
- Victory in Jesus: The Bright Hope of Postmillennialism, ISBN 0-9678317-1-7; 2. Auflage, editiert von Robert R. Booth, Covenant Media Press, 2015, ISBN 978-0-96783-171-8.
- Presuppositional Apologetics: Stated and Defended, editiert von Joel McDurmon, ISBN 0-915815-55-9.
- Pushing the Antithesis: The Apologetic Methodology of Greg L. Bahnsen, American Vision, 2007, ISBN 978-0-91581-560-9.
- Apologetics: The Truth, The Whole Truth, And Nothing But The Truth, Kept Pure Press, 2024, ISBN 979-8-21836-261-4.